# 신 국립미술관
신 국립미술관(독일어: Neue Nationalgalerie 노이에 나치오날갈레리[*])은 독일 베를린에 있는 미술관이다. 이 미술관은 베를린 국립박물관 산하의 국립미술관에 속한다. 박물관 건물과 조각 정원은 루트비히 미스 판 데어 로에가 설계했으며 1968년 9월 15일에 개관했다.